# Galenia pubescens
Galenia pubescens là một loài thực vật có hoa trong họ Phiên hạnh. Loài này được (Eckl. & Zeyh.) Druce mô tả khoa học đầu tiên năm 1916 publ. 1917.